# 2014 en astronomie
2012 en astronomie - 2013 en astronomie - 2014 en astronomie - 2015 en astronomie - 2016 en astronomie 

## Événements

### Chronologie
- C'est une année à 4 éclipses, 2 solaires (une annulaire et une partielle) et 2 lunaires (2 totales).

#### Janvier
- 2 janvier 2014 : le petit astéroïde géocroiseur 2014 AA, découvert la veille, percute la Terre[1].
- 4 janvier 2014 : la Terre se trouve à son périhélie[2].
- 7 janvier 2014 : violente éruption solaire, classée X1[3].
- 10 janvier 2014 : l'astéroïde géocroiseur 2014 AW32 passe à 190 000 kilomètres de la Terre.
- 21 janvier 2014 : SN 2014J, nouvelle supernova de type Ia dans la galaxie Messier 82[4].
- 29 janvier 2014 : première carte météorologique d'une naine brune, Luhman 16 B[5].

#### Février
- 19 février 2014 : la découverte de HIP 13044 b, rapportée en 2010 comme étant une exoplanète originaire d'une autre galaxie, est rétractée.
- 25 février 2014 : puissante éruption solaire, classée X4.9[6].

#### Mars
- 5 mars 2014 : l’astéroïde géocroiseur 2014 DX110 d'environ 25 mètres passe entre la Terre et la Lune à 0,91 LD[7].
- 6 mars 2014 : 
  - Hubble observe la désintégration de l'astéroïde P/2013 R3[8]
  - L'astéroïde 2014 EC passe à 77 000 km de la Terre[9], ce qui correspond à un sixième de la distance entre la Terre et la Lune[10].
- 12 mars 2014 : le VLTI découvre HR 5171, une étoile hypergéante[11],[12].
- 17 mars 2014 : l'expérience BICEP 2 observe des ondes gravitationnelles de l'Univers primordial, mettant en évidence l'inflation cosmique[13].
- 20 mars 2014 : 
  - l'astéroïde (163) Érigone occulte l'étoile Régulus[14] ;
  - équinoxe de mars à 16 h 57 UTC[2].
- 26 mars 2014 :
annonces de la découverte de :
  - deux anneaux autour du centaure (10199) Chariclo[15],[16] ;
  - 2012 VP113, objet transneptunien massif candidat au statut de planète naine.
- 30 mars 2014 : annonce de la découverte de (532037) Chiminigagua, objet transneptunien massif candidat au statut de planète naine.

#### Avril
- 3 avril 2014 : annonce de la découverte d’un océan d’eau liquide sous la surface gelée d’Encelade, une des lunes de Saturne[17].
- 15 avril 2014 : éclipse lunaire totale[18]. La Lune est en conjonction avec l'Épi.
- 21 avril 2014 : annonce de la découverte de WISE 0855–0714, la naine brune la plus froide connue. Située à 7,2 al du système solaire, elle est la quatrième étoile la plus proche[19].
- 29 avril 2014 : éclipse solaire annulaire, visible sur l'Antarctique, le sud de l'océan Indien et l'Australie[18].
- 30 avril 2014 : la première exoplanète dont la période de rotation est mesurée est Beta Pictoris b.

#### Mai
- 1er mai 2014 : Ganymède serait constitué d'une succession de couches océan et glace[20].
- 8 mai 2014 : HD 162826 se révèle être une étoile sœur du Soleil[21].
- 14 mai 2014 : la formation des magnétars en passe d'être résolue[22].
- 22 mai 2014 : l'histoire du météore de Tcheliabinsk est reconstituée[23],[24].
- 23-24 mai 2014 : nouvelle pluie de météores, les Camélopardalides de mai, qui se révèle moins importante que prévu[25].

#### Juin
- 4 juin 2014 : première lumière de SPHERE, instrument de recherche d’exoplanètes sur le VLT[26].
- 8 juin 2014 : 2014 HQ124, astéroïde géocroiseur découvert le 23 avril 2014, passe à 1,25 Gm de la Terre et est ausculté par de nombreux radars[27].
- 19 juin 2014 : début de l'arasement du Cerro Armazones pour la construction de l'E-ELT[28].
- 21 juin 2014 : solstice de juin à 10:51 UTC[2].

#### Juillet
- 5 juillet 2014 : la Terre se trouve à son aphélie[2].
- 14 juillet 2014 : la sonde Rosetta découvre que la comète 67P/Tchourioumov-Guérassimenko a une structure double[29].
- 16 juillet 2014 : (298) Baptistina n'est pas à l'origine du cratère de Chicxulub ayant amené à l'extinction Crétacé-Tertiaire[30].

#### Août
- 6 août 2014 : la sonde Rosetta se met en orbite autour de la comète 67P/Tchourioumov-Guérassimenko.

#### Septembre
- 3 septembre 2014 : mise en évidence du superamas galactique Laniakea qui contient notre amas local et donc notre galaxie. Il résout le problème du Grand Attracteur[31].
- 21 septembre 2014 : la sonde MAVEN se met en orbite autour de Mars[32].
- 23 septembre 2014 : équinoxe de septembre à 2 h 29 UTC[2].
- 24 septembre 2014 : la sonde Mangalyaan devrait se mettre en orbite autour de Mars[33].

#### Octobre
- 8 octobre 2014 : éclipse lunaire totale[18].
- 23 octobre 2014 : éclipse solaire partielle, visible en Amérique du Nord[18].

#### Novembre
- 12 novembre 2014 : l'atterrisseur Philaé se pose sur la comète 67P/Tchourioumov-Guérassimenko[33].

#### Décembre
- 21 décembre 2014 : solstice de décembre à 23:03 UTC[2].

### Exoplanètes
Au 1er janvier 2014, on avait découvert 1 058 exoplanètes confirmées.
- 19 février 2014 : l'Agence spatiale européenne choisit PLATO pour observer les exoplanètes[35],[36].
- 26 février 2014 : annonce de la découverte de 715 nouvelles exoplanètes par Kepler[37],[38].
- 17 avril 2014 : annonce de la découverte de la première exoplanète de taille terrestre située dans la zone habitable de son étoile, Kepler-186 f[39],[40],[41].
- 30 avril 2014 : Beta Pictoris b a une durée de rotation de 8 heures, soit une vitesse équatoriale de 100 000 km/h[42].
- 12 mai 2014 : GU Piscium b orbite en 80 000 ans à 2 000 au de son étoile[43].
- 29 mai 2014 : les vents stellaires des naines rouges empêcheraient la vie de se développer sur leurs exoplanètes[44].
- 2 juin 2014 : Kepler-10 c se révèle être une méga-Terre[45],[46].
- 3 juin 2014 : L'étoile de Kapteyn possède deux planètes, dont Kapteyn b, super-Terre dans la zone d'habitabilité[47],[48].
- 3 juillet 2014 : l'existence de Gliese 581 d est contestée[49].
- 4 juillet 2014 : OGLE-2013-BLG-0341L Bb, première exoplanète comparable à la Terre d'un système binaire[50].
- 9 juillet 2014 : L'Union astronomique internationale décide d'ouvrir au public la dénomination des exoplanètes[51].

### Comètes
En 2014, les comètes suivantes sont à l'honneur :
C/2013 A1 (Siding Spring)Découverte le 3 janvier 2013, avait initialement un risque d'impact non nul le 19 octobre 2014 avec Mars, impact qui n'aura finalement pas lieu. Ce même jour, Mars traverse la queue de la comète, ce qui devrait entraîner une pluie importante de météorites (1000/heure). L'objet passe au périhélie le 25 octobre 2014.
C/2014 E2 (Jacques) (en)Découverte le 13 mars 2014 par l'astronome brésilien Cristóvão Jacques, passe au périhélie le 29 juin 2014 et près de Vénus à 13,5 Gm le 13 juillet 2014. Elle passe au périgée le 29 août 2014 à 87 Gm.
209P/LINEARDécouverte le 3 février 2004 par LINEAR, elle passe au périhélie le 6 mai 2014 et au périgée le 29 mai 2014 à 8,3 Gm,.

## Phases de la Lune
Le tableau suivant résume les phases de la Lune pour l'année 2014 :
| #  | Nouvelle lune | Premier quartier | Pleine lune | Dernier quartier |
| -- | ------------- | ---------------- | ----------- | ---------------- |
| 1  | 01/01         | 08/01            | 16/01       | 24/01            |
| 2  | 30/01         | 06/02            | 14/02       | 22/02            |
| 3  | 01/03         | 08/03            | 16/03       | 24/03            |
| 4  | 30/03         | 07/04            | 15/04       | 22/04            |
| 5  | 29/04         | 07/05            | 14/05       | 21/05            |
| 6  | 28/05         | 05/06            | 13/06       | 19/06            |
| 7  | 27/06         | 05/07            | 12/07       | 19/07            |
| 8  | 26/07         | 04/08            | 10/08       | 17/08            |
| 9  | 25/08         | 02/09            | 09/09       | 16/09            |
| 10 | 24/09         | 01/10            | 08/10       | 15/10            |
| 11 | 23/10         | 31/10            | 06/11       | 14/11            |
| 12 | 22/11         | 29/11            | 06/12       | 14/12            |
| 13 | 22/12         | 28/12            | –           | –                |